# تربور
تربور (به آلمانی: Trebur) یک منطقهٔ مسکونی در آلمان است که در منطقه دارمشتات واقع شده‌است. تربور ۱۳٬۰۲۸ نفر جمعیت دارد.